# Klaus-Dieter Ehmke
Otto Georg Klaus-Dieter Lorenz Ehmke (KD L. Ehmke) (* 1958 in Anklam) ist ein deutscher Arzt und Hobby-Geschichtsforscher. Er lebt und arbeitet in Berlin.

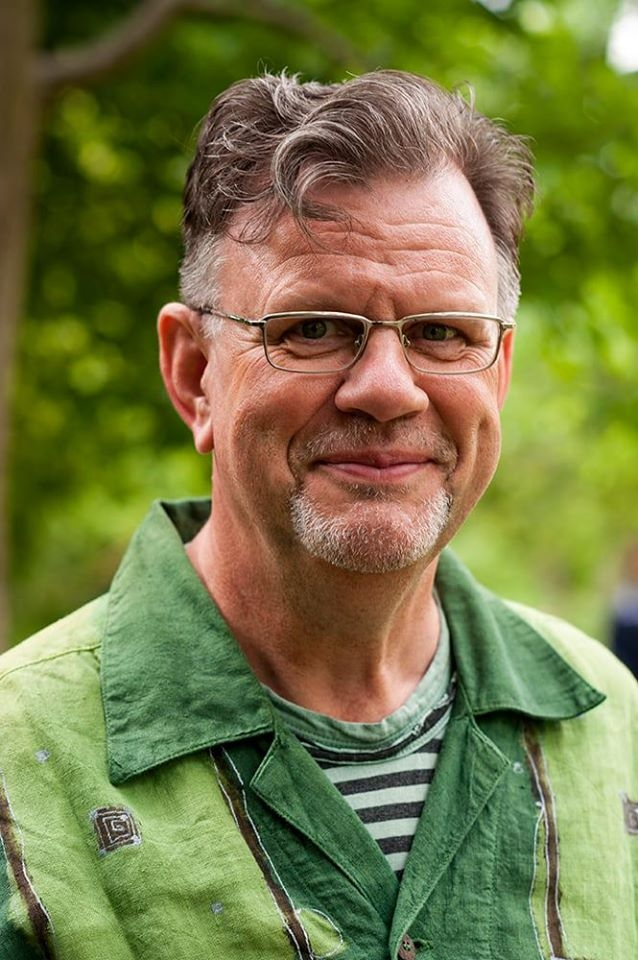
Porträt, 2015
Fotograf: Martin Kirchner

## Biografie

### Schule, Studium, Arzttätigkeiten
Er wuchs als einziges Kind der Diplomlandwirte Gerda (geb. Kühn) und Georg Ehmke in Dennin Kreis Anklam auf. Schon früh interessierte sich der Sohn kirchlich engagierter Eltern für deutsch-jüdische Geschichte und für Widerstand und Verfolgung der Juden während der Nazi-Zeit.
Nach dem Schulbesuch in Spantekow und Anklam (1976 Abitur an der EOS Geschwister-Scholl) wäre Ehmke gern Gärtner geworden, studierte jedoch Medizin hauptsächlich in Greifswald sowie in Jena und Prag mit Gasthörerstatus in Theologie und Geschichte.
Wie es für junge Männer in der DDR angestrebt wurde, sollte Ehmke seinen dreijährigen Wehrdienst in der NVA leisten, dem er sich jedoch verweigerte und stattdessen am Kreiskrankenhaus Anklam als Hilfspfleger arbeitete. Dieser Einsatz hat seinen Studienwunsch wesentlich gefestigt. In diese Zeit fallen die erste Beschäftigung und Arbeit auf dem Jüdischen Friedhof Anklam mit der Jungen Gemeinde und Aktion Sühnezeichen. (Aus dem Krankenhaus Anklam ging nach der Wende das Ameos Klinikum hervor.)
Seit Ende des Studiums lebt Ehmke in Berlin.
Er hat seine Facharztausbildung zum Internisten am St. Hedwig Krankenhaus Berlin absolviert und sich dort auf dem Gebiet der Nephrologie weitergebildet.
Seit 2002 arbeitet Ehmke als Internist und niedergelassener Dialysearzt, seit 2007 in Berlin-Neukölln im Nierenzentrum am Schloss Britz, jetzt in MVZ DaVita Nierenzentrum Berlin-Britz GmbH umbenannt.

### Hinwendung zur Geschichtsforschung
Ehmkes persönliche Geschichtsforschungen begannen im Ort Niederhof bei Stralsund, als er 1979 einen im Wald gelegenen Jüdischen Friedhof entdeckte, der als ältester „Guter Ort“ in Vorpommern gilt. Er beschäftigte sich intensiver mit der Geschichte des Ortes und bot bald darauf Führungen über die Begräbnisstätte an. Ab 1999 richtete sich Ehmkes Interesse auf die bemoosten, verwitterten und auch zweckentfremdeten Grabsteine des Friedhofs und setzte sie in Beziehung zur Geschichte. Er sammelte die Grabsteine, die Einwohner als Baumaterial verwendet hatten, säuberte die Steine und fertigte Fotos beziehungsweise Kopien durch Abreibungen, befragte Zeitzeugen und recherchierte in Archiven. Daraus entstand die Ausstellung Spurensuche, die 1999 in Zingst, 2001 in Berlin, 2002 in Brandshagen, 2004 in der Berliner Auferstehungskirche in der Friedenstraße, 2005 in Greifswald und 2006 in Röbel gezeigt wurde. Unterstützung bei den Recherchen erhielt Ehmke von seinem Freund und Architekten Klaus Marsiske. Durch die Einbeziehung örtlicher Schulklassen gelang es ihm, die jungen Menschen für Geschichte zu sensibilisieren und zusammen veröffentlichten sie ein Büchlein über den zuvor fast vergessenen Friedhof. Aus diesen ersten öffentlichkeitswirksamen Aktivitäten resultierten weitere Kontakte, u. a. bis nach Tschechien, Rumänien und in die Ukraine. Es folgten Einladungen für entsprechende Ausstellungen in anderen deutschen Städten.
Seit 1995 und durch seine Arbeit im St. Hedwig-Krankenhaus begann Ehmke, die Herausgabe eines Kunstkalenders mit den wichtigsten jüdischen, christlichen und muslimischen Feiertagen durch diese Einrichtung zu unterstützen. Zusammen mit dem dortigen Pfarrer Uwe Wulsche, einer Bibliothekarin, einem Betriebsingenieur und einem Grafiker arbeitet er seitdem an der Entstehung mit. Jedes Jahr steht unter einem neuen Motto.
Seit 2013 wird die Herausgabe dieses Kalenders wesentlich ermöglicht von Cross Roads – Berlin mit anderen Augen, welche durch Ehmkes Arbeit wesentlich geprägt wird, und der Auferstehungsgemeinde Berlin-Friedrichshain. Für das Jahr 2023 unterstützte die Initiative Kunstfreunde Pfarrer Uwe Wulsche die Herausgabe.

## Mitgliedschaften und Aktivitäten (Auswahl)
- Mitbegründer und Vorsitzender des Beirates von Cross Roads – Berlin mit anderen Augen mit Führungen auf Jüdischen und christlichen Friedhöfen in Berlin, Brandenburg und Mecklenburg-Vorpommern[11][12]
- seit 1996: Mitglied und Mitarbeit im Verein Land und Leute e.V.- Alte Synagoge Röbel[13]
- seit 2020: 1. Vorsitzender des Vorstandes vom Förderkreis Raum der Stille in Berlin e.V. sowie Leitung und regelmäßige Moderation eines Friedensgebets ebenda zum Friedensgedenktag der UNO[14]
- 2020: Leitung und Moderation von Kunstaktionen, Lesungen, Konzerten, Solidaritätsaufrufe für die Organisation Kinder brauchen Frieden[15]
- Unterstützung des Vereins Ortopraxia Broos/Siebenbürgen; Rumänien[16]
- seit 2020: Restaurierungen von Grabstätten für und mit der Vereinigung Reform. Judentum, ggf. auch mit eigenen Geldbeträgen; oder Mitwirkung bei der Neuaufstellung 
auf dem Jüd. Friedhof Weißensee und dem Jüd. Friedhof Schönhauser Allee: Mausoleum Joseph Schwarz; Erbbegräbnis Israel Jacobson, Grabanlage Oscar Blumenthal[17], Israel Abraham Pollak[18].

## Ausstellungen und Veröffentlichungen (Auswahl)
- 1989: Der Gute Ort in Niederhof; in Das faschistische Pogrom vom 9./10. November 1938 : Zur Geschichte der Juden in Pommern, Kolloquium der Sektionen Geschichtswissenschaft und Theologie der Ernst-Moritz-Arndt-Universität Greifswald am 2. November 1988, Universitätsverlag Greifswald
- 2000: Zum Leben von Mathilde Jacob, Ausstellung im St. Hedwig Krankenhaus; in Zusammenarbeit mit Ursula Strozynski und der Galerie Hannelore Hintersdorff, Katalog im Eigenverlag
- 2000: Katalog zu Orte der Erinnerung, ein Grafikprojekt über die Lebensstationen von Mathilde Jacob; gedruckt aus Anlass der Ausstellung im St. Hedwig Krankenhaus Berlin-Mitte mit Unterstützung der Rosa-Luxemburg-Stiftung Berlin, Eigenverlag
- um 2010: Wiederherstellung des Erbbegräbnisses Kirstein in Abstimmung mit dem LDA, Jüdischer Friedhof Weißensee
- Fotoausstellung mit Christian Herrmann Vanished World, Auferstehungskirche Berlin-Friedrichshain (2017) und im Konventsraum Kirchenforum Berlin-Mitte, Waisenstraße (2018)[19]
- 2019: mit Christa Sengespeick-Ross und Th. Berendt, Begleitheft zur Ausstellung Die Evangelische Auferstehungsgemeinde Berlin-Friedrichshain im Fokus des Ministeriums für Staatssicherheit – Die 1980er Jahre, Eigenverlag

## Auszeichnungen
- 2004: German Jewish Award, verliehen von der in den USA ansässigen Obermayer Foundation. Die Stiftung zeichnete zeitgleich fünf weitere engagierte Personen aus Deutschland mit diesem Preis aus.[20]